# Acroleina
L'acroleina, conosciuta anche come acrilaldeide, o col suo nome IUPAC 2-propenale o più semplicemente propenale, è un'aldeide insatura. Si presenta come un liquido incolore con un odore penetrante e acre. L'acroleina è tossica ed è un forte irritante per la pelle, gli occhi e le vie respiratorie.
L'agenzia internazionale per la ricerca sul cancro (IARC) ha inserito l'acroleina tra gli agenti probabilmente cancerogeni (categoria 2A).

## Storia
L'acroleina fu nominata e caratterizzata per la prima volta dal chimico svedese Jöns Jacob Berzelius nel 1839. Egli stava studiando alternative fabbricazioni del sapone, utilizzando glicerolo e alte temperature. Il nome è una contrazione di "acrid" (riferito al suo odore pungente) e "oleum" (riferito alla sua consistenza oleosa). Nel XX secolo, l'acroleina è diventata un importante intermedio per la produzione industriale di acido acrilico e acrilonitrile.

## Caratteristiche chimico-fisiche
Il suo odore è quello del grasso bruciato, in quanto si produce a seguito della disidratazione del glicerolo. Quest'ultimo, essendo un componente dei lipidi, è abbondante sia negli oli sia nei grassi e dunque la loro combustione tende a produrre acroleina.
Quando una molecola di glicerolo è riscaldata oltre i 280 °C, essa perde una molecola d'acqua e si trasforma in acroleina. La reazione si manifesta durante la frittura, quando si supera il punto di fumo dell'olio utilizzato.
{\displaystyle {\ce {(CH2OH)2CHOH -> CH2=CHCHO + 2 H2O}}}

## Produzione industriale
Viene prodotta per ossidazione catalitica del propilene. Il processo utilizza l'aria come fonte di ossigeno e richiede ossidi metallici come catalizzatori:
{\displaystyle {\ce {CH3CH=CH2 + O2 -> CH2=CHCHO + H2O}}}

## Utilizzi

### Bellico
L'acroleina è stata utilizzata in guerra per le sue proprietà irritanti. I francesi la usarono nelle loro bombe a mano e proiettili di artiglieria durante la prima guerra mondiale sotto il nome di "Papite".

### Farmacologico
Il trattamento con i chemioterapici ciclofosfamide e ifosfamide determina la produzione di acroleina come metabolita di scarto. L'acroleina così prodotta si accumula nella vescica e se non trattata può causare cistite emorragica.

### Biocida
L'acroleina è utilizzata principalmente come erbicida da contatto per il controllo delle erbe infestanti sommerse e galleggianti, nonché delle alghe, nei canali di irrigazione. Viene utilizzato a un livello di 10 ppm nelle acque di irrigazione e di ricircolo. Nell'industria petrolifera e del gas, viene utilizzato come biocida nelle acque di perforazione.

### Precursore di altre molecole
Dall'acroleina si ricavano numerosi composti utili. L'amminoacido metionina viene prodotto mediante aggiunta di metantiolo grazie alla sintesi di Strecker. L'acroleina si condensa con acetaldeide e ammine per dare metilpiridine. È anche un intermedio nella sintesi Skraup delle chinoline.

## Rischi per la salute
L'OMS suggerisce una assunzione orale tollerabile di acroleina di 7,5 μg/giorno/kg di peso corporeo. Essa agisce in modo immunosoppressivo, prevenendo così la generazione di allergie da un lato, ma anche aumentando il rischio di cancro. Il suo meccanismo d'azione sembra coinvolgere un aumento delle specie reattive dell'ossigeno, con conseguenti danni al DNA correlati allo stress ossidativo.
Sebbene l'acroleina sia presente in molti cibi fritti, i livelli sono molto bassi. Fa inoltre parte dei componenti in fase gassosa del fumo di sigaretta, causando danni all'organismo per la sua azione irritante flogistica. Il contenuto di acroleina nel fumo di sigaretta dipende dal tipo di sigaretta e dalla glicerina aggiunta, fino a 220 µg di acroleina per sigaretta.